# Магелански туко-туко
Магелански туко-туко (Ctenomys magellanicus) је врста глодара (Rodentia) из породице туко-тукоа (Ctenomyidae).

## Распрострањење
Врста је присутна у Аргентини и Чилеу око Магелановог мореуза, делом на континенту Јужна Америка, а делом на острву Огњена земља.

## Угроженост
Ова врста се сматра рањивом у погледу угрожености врсте од изумирања.